# Enneapterygius elegans
Enneapterygius elegans és una espècie de peix de la família dels tripterígids i de l'ordre dels perciformes.

## Morfologia
- Els mascles poden assolir 4 cm de longitud total.[2]

## Hàbitat
És un peix marí de clima tropical i associat als esculls de corall que viu fins als 12 m de fondària.

## Distribució geogràfica
Es troba des de l'oceà Índic occidental central fins al Pacífic central.